# ベンジャミン・トニウッティ
ベンジャミン・トニウッティ（Benjamin Toniutti、1989年10月30日 - ）は、フランスの男子バレーボール選手。フランス代表。

## 来歴

### クラブチーム
ミュルーズ出身。2005年、France Avenir 2024へ入団し、バレーボール選手としてのキャリアをスタートさせる。2009/10シーズンにArago de Sèteへ移籍。4年間在籍し、いずれもフランスリーグで3位だった。2012/13シーズンはリーグのMVP、ベストセッターに選ばれた。2013/14シーズンはイタリアセリエAのPorto Robur Costa Ravennaでプレーしリーグで7位となる。2014/15シーズンはドイツブンデスリーガの強豪VfB Friedrichshafenでプレーし、リーグとドイツカップで優勝を果たした。2015年の欧州チャンピオンズリーグに出場した。2015/16シーズンはポーランドリーグのGrupa Azoty ZAKSAケンジェジン＝コジレと契約した。リーグ優勝に貢献し、自身もMVPとベストセッター賞を受賞した。2016/17シーズンよりチームの主将を務め、リーグとポーランドカップで優勝し2冠を果たした。2017/18シーズンは欧州チャンピオンズリーグで4位、世界クラブ選手権で5位となるも、リーグは準優勝だった。2018/19シーズンはリーグとポーランドカップで優勝を果たし王座奪還に貢献し、自身もベストセッターに選ばれた。2021年の欧州チャンピオンズリーグで金メダルを獲得した。2021/22シーズンはJastrzębski Węgielでプレーし、リーグ準優勝、ポーランドカップで優勝した。

### 代表チーム
アンダーカテゴリーの代表として、2007年のU-18欧州選手権で金メダルを獲得し、自身もベストセッター賞を受賞した。2010年、シニアのフランス代表に初選出された。同年のワールドリーグで代表デビューを果たすと、同年9月の世界選手権に出場した。2012年、ワールドリーグで7位となった。2013年の欧州選手権では5位となった。2015年、ワールドリーグでは母国を初の金メダルへ導きベストセッターにも選ばれた。同年10月にブルガリアで開催された欧州選手権では金メダルを獲得した。2016年、リオデジャネイロオリンピックに出場した。2017年のワールドリーグでは2大会ぶりに金メダルを獲得した。2018年、ネーションズリーグでは銀メダルを獲得し、ベストセッター賞を受賞した。2021年開催の東京2020オリンピックでは金メダルを獲得した。2022年、ネーションズリーグで金メダルを獲得した。

## 球歴
- オリンピック - 2016年、2021年、2024年
- 世界選手権 - 2010年、2014年、2018年
- 欧州選手権 - 2011年、2013年、2015年、2017年、2019年、2021年
- ネーションズリーグ - 2018年、2019年、2021年、2022年

## 受賞歴
- 2007年 U-18欧州選手権 ベストセッター賞
- 2010年 2009/10フランスリーグA ベストセッター賞
- 2013年 2012/13フランスリーグA MVP、ベストセッター賞
- 2015年 ワールドリーグ ベストセッター賞
- 2016年 2015/16ポーランド・スーパーリーガ MVP、ベストセッター賞
- 2017年 ワールドリーグ ベストセッター賞
- 2018年 ネーションズリーグ ベストセッター賞
- 2019年 欧州選手権 ベストセッター賞

## 所属クラブ
- France Avenir 2024（2005-2009年）
- Arago de Sète（2009-2013年）
- Porto Robur Costa Ravenna（2013-2014年）
- VfB Friedrichshafen（2014-2015年）
- Grupa Azoty ZAKSA Kędzierzyn-Koźle（2015-2021年）
- Jastrzębski Węgiel（2021-）